# Zetska država
Zetaje srednjevjekovno područje, koje se osamostalilo u vrijeme Balšića, koji su njom vladali. Ovo područje počinje se kasnije nazivati Crna Gora.

## Naziv
Naziv Zeta država je dobila po istoimenoj rijeci Zeti koja protječe kroz centralni dio suvremene Crne Gore i kod glavnog grada Podgorice se ulijeva u rijeku Moraču.
Sam naziv rijeke Zeta (Zenta) nema slavensko porijeklo.

## Zeta u Duklji
Prvi spomen Zete nalazi se u Ljetopisu popa Dukljanina. Anonimni pop Dukljanin navodi da je Zetom upravljao Hvalimir.
Kao župe Zete navodi pop Dukljanin: Lusku (Lješkopolje), Podlužje (okolo kasnijeg Žabljaka Crnojevića), Gorsku (oblast albanskoga plemena Hoti), Kupelnik (istočna obala Skadarskoga jezera), Oblik (ime i utvrde kod grada Skadra), Prapratnu (također i ime utvrde između Bara i Ulcinja), Crmnicu, Budvu, Čevo, i Grbalj (kod Kotora).

## Zeta u vrijeme Nemanjića
Nakon što su 1185. godine pravoslavni Nemanjići pokorili i uništili katoličko Dukljansko kraljevstvo, naziv je Duklja, kao i etnonim Dukljanin, sustavno potiskivan. Taj je proces motiviran kako vjerskim tako i državnim razlozima.
"Do ove promijene administrativnoga naziva Dukljanskog kraljevstva došlo je zbog namjere Nemanjića da izbrišu svijest o državnoj tradiciji".
Tijekom 13. stoljeća Zeta je obuhvaćala prostor od Boke kotorske do rijeka Bojane i Drima (suvremena Albanija). Sredinom 14. stoljeća Zeta se dijeli na Gornju (planinsko-kontinentalnu) i Donju (primorsku).

## Zeta u vrijeme Balšića
Za druge dinastije Balšića, Zeta je dobila velik stupanj autonomije oko 1360. godine.
Godine 1369. vratili su se Balšići katoličkoj vjeri.
Zeta je bila u silnom gospodarskom uzletu, no on je bio ometan čestim ratovima.
Na vrhuncu je Zeta za doba vladavine Đurađa I. Balšića. Teritorij je Zete obuhvaćao dio Kosova, uključujući gradove Peć, Đakovica i Prizren, u Albaniji gradove Berat i Drač, U njenom su sastavu bili Konavli, Dračevica i Trebinje, te, izuzev Dubrovnika i Kotora, svi drugi gradovi na obali Jadranskoga mora u području, i to Ulcinj, Bar, Budva i Cavtat, te u zaleđu Skadar, Lješ, Drivast, Plav itd.
Zeta je, po ugledu na Bizant, imala organiziranu dvorsku službu s logotetom na čelu. Državnim je financijama rukovodio je visoki činovnik. Balšići su imali talenta za gospodarstvo i surađivali su s trgovcima iz zemlje i inozemstva.
Kovali su Balšići svoju monetu - dinar.
U kontinentalnome dijelu Zete vlast su imali potčinjeni oblasni plemići, dok su primorski gradovi, po tradiciji, imali gradske knezove.
Sudska je vlast u Zeti bila dvostupna. Oblasni su plemići donosili prvostepene a vladari iz dinastije Balšića su rješavali o žalbama.
Balša III., posljednji vladar od Balšića, umro 1421. godine. Do 1451. je Zeta bila pod vlašću srpskih despota iz Smedereva.
No, ta je srpska vlast bila osporena, te u konačnom i potpuno zbačena od strane Crnojevića, moćne obitelji iz planinskoga djela Zete, između planine Lovćen i Skadarskoga jezera koji se nazivao Crna Gora.
Nakon što je 1451. Stefan I. Crnojević zbacio srpsku upravu trajno će se ustalit novi naziv za Zetu - Crna Gora.

## Zanimljivost
Pored rijeke Zete, naziv Zeta je ostao i za ravičarski teritorij od glavnog crnogorskog grada Podgorice do Skadarskoga jezera. To je područje, pod imenom Golubovci, danas podgorička gradska općina.